# Teslavox
A Teslavox egy 2011-es alapítású magyar alternatív rock'n'roll együttes.

## Tagjai
- Illés Nándor (ének, 2011-)
- Hámori Benedek (dob, 2011-)
- Erős Márton (basszusgitár, 2013-)
- Tyukász Botond (gitár, 2011-)

## Az együttes története
Az együttes története a frontember Illés Nándor ötleteit megvalósító Szőnyegváros című szerzői kiadással kezdődik. Még a következő évben megjelennek a Fishing on Orfű zenei fesztiválon, majd mint a Kiscsillag előzenekara. A 2013-as évben megjelenik két kizárólag az interneten megtekinthető klip, az egyik az első lemez egyik dalához készült, a másik az együttes második lemezébe enged betekintést, amely szintén szerzői kiadásban jelent meg.

## Diszkográfia
- Szőnyegváros (2011)
- Junkle (2013)